# 월드데일리뉴스통신
월드데일리뉴스통신(World Daily News Agency)은 주식회사 컴포유가 설립한 대한민국 민영 인터넷 신문사로 2021년 9월1일 개간했다. 한국화훼유통협회 (회장/고영복)의 계열사로, 한국화훼유통협회 2,500여 전국 및 해외 회원사들을 기반으로 하여 경제, 사회, 교육/문화 등 뉴스 등의 정보를 공유하기 위해 설립되었으며, 주식회사 컴포유 대표이사/발행인은 고현정이며 편집국장은 장미이다. 사무실은 경기도 고양시 일산동구 중앙로 119, 서관동 2층 2014호에 두고 있다. 
취재총괄본부와 서울 취재본부를 비롯해 인천, 대전, 대구, 광주. 부산 인천, 강원, 경기, 충북, 충남, 전북, 전남, 경북, 경남, 제주도, 중국 청도등 모두 20여개 전국 및 해외에 ‘월드데일리뉴스통신’ 취재본부가 설립되어 있다. 

## 설립 목적
- 진실된 정보를 구별하고 전달하는 것.
- 올바른 정보 전달을 위해 발로 뛰어 세상의 많은 정보를 담아내는 것.
- 한국화훼유통협회 (주)로얄플라워 체인본부의 전국 및 해외의 2,500여 회원사와 함께 객관적이며 거짓없고 참되면 진실된 정보만 전달하는 일.